# Station Mariënwaard
Station Mariënwaard of halte Mariënwaard is een voormalig spoorwegstation aan de spoorlijn Aken - Maastricht. Het station werd op 23 oktober 1853 geopend, en het werd gesloten op 15 mei 1933.
Het station lag in de buurtschap Mariënwaard, tot 1920 deel uitmakend van de gemeente Meerssen. Mogelijk had het station aanvankelijk een andere naam. De naam 'Mariënwaard' werd geïntroduceerd door de zusters franciscanessen van Nonnenwerth, die in 1877 in het buitengoed La Grande Suisse een klooster en meisjespensionaat vestigden, aanvankelijk Haushaltungspensionat Marienwerth genoemd, later vernederlandst tot Pensionaat Mariënwaard. De oudste vermelding van een halte Mariënwaard dateert uit 1902.
Het stationsgebouw werd in 1880 gebouwd en gesloopt in 1970. Het gebouw was gebouwd naar ontwerp van type Standaardtype Eijs-Wittem.
Richterich ·
Vetschau ·
9: Bocholtz ·
13: Simpelveld ·
Over-Eijs ·
16: Eys-Wittem ·
19: Wijlre-Gulpen ·
22: Schin op Geul ·
Oud Valkenburg ·
25: Valkenburg ·
28: Houthem-Sint Gerlach ·
Vroenhof ·
31: Meerssen ·
Rothem ·
Vaeshartelt ·
Mariënwaard ·
34: Maastricht Noord ·
Limmel ·
37: Maastricht